# 拉奥利瓦
拉奥利瓦（西班牙語：La Oliva），是西班牙加那利群岛拉斯帕尔马斯省富埃特文图拉岛上的一个市镇。总面积356平方公里，总人口25884人（2018年），人口密度73人/平方公里。

## 旅游景点
在拉奥利瓦市镇中心有一个教堂（Iglesia de Nuestra Señora de la Candelaria）。离市政厅不远的地方有一个古老的军事指挥总部-上校之家（Casa de los Coroneles）。
科拉莱霍（Corralejo）的意思是“小的畜栏”。它以前是一个古老的渔村，现在有一个现代化的镇中心。它是富埃特文图拉岛上第一个开发的旅游度假区，现在还是日夜繁忙的度假区之一。科拉莱霍大致可分为三个区域：北部靠近港口的老城中心、七十年代开发出来的中部、和2000年之后开发出来的南部。老城是一个步行区，有着许多酒吧和餐馆。主街贯穿中部，主街和叉街上也有许多商店、酒吧和餐馆。离中部不远就有两个沙滩。科拉莱霍的南部有很多可供运动和休闲的沙滩。现在已是国家公园的沙丘也是世界闻名，是富埃特文图拉岛上值得一看的地方。洛沃斯岛是一个可以去享受怡静自然的好地方。
埃尔科蒂略（El Cotillo）自17世纪以来是一个港口，现在也是一个旅游度假区。镇上有一个埃尔托斯通城堡（Castillo de El Tostón），里面偶尔会有一些当地艺术家的展览。南边的海滩适合冲浪爱好者，北边的海滩有一系列的泻湖，特别适合家庭休假。再往北边走的沙滩上会有天体爱好者。
亭达雅（Tindaya）是一个安静的村子，旁边的亭达雅山（397米高）是以前土著关切人的圣山。

## 图集

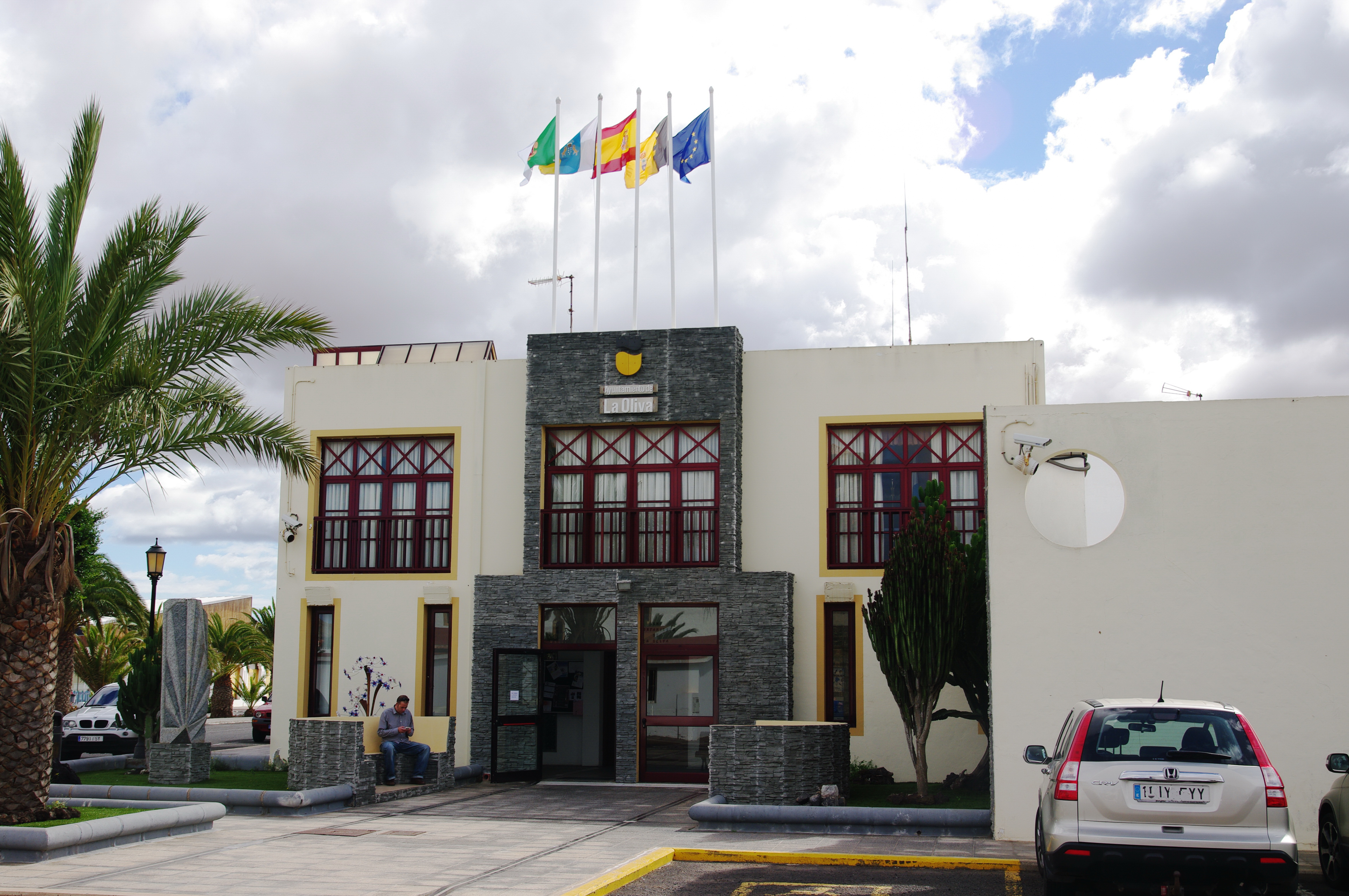
市政厅
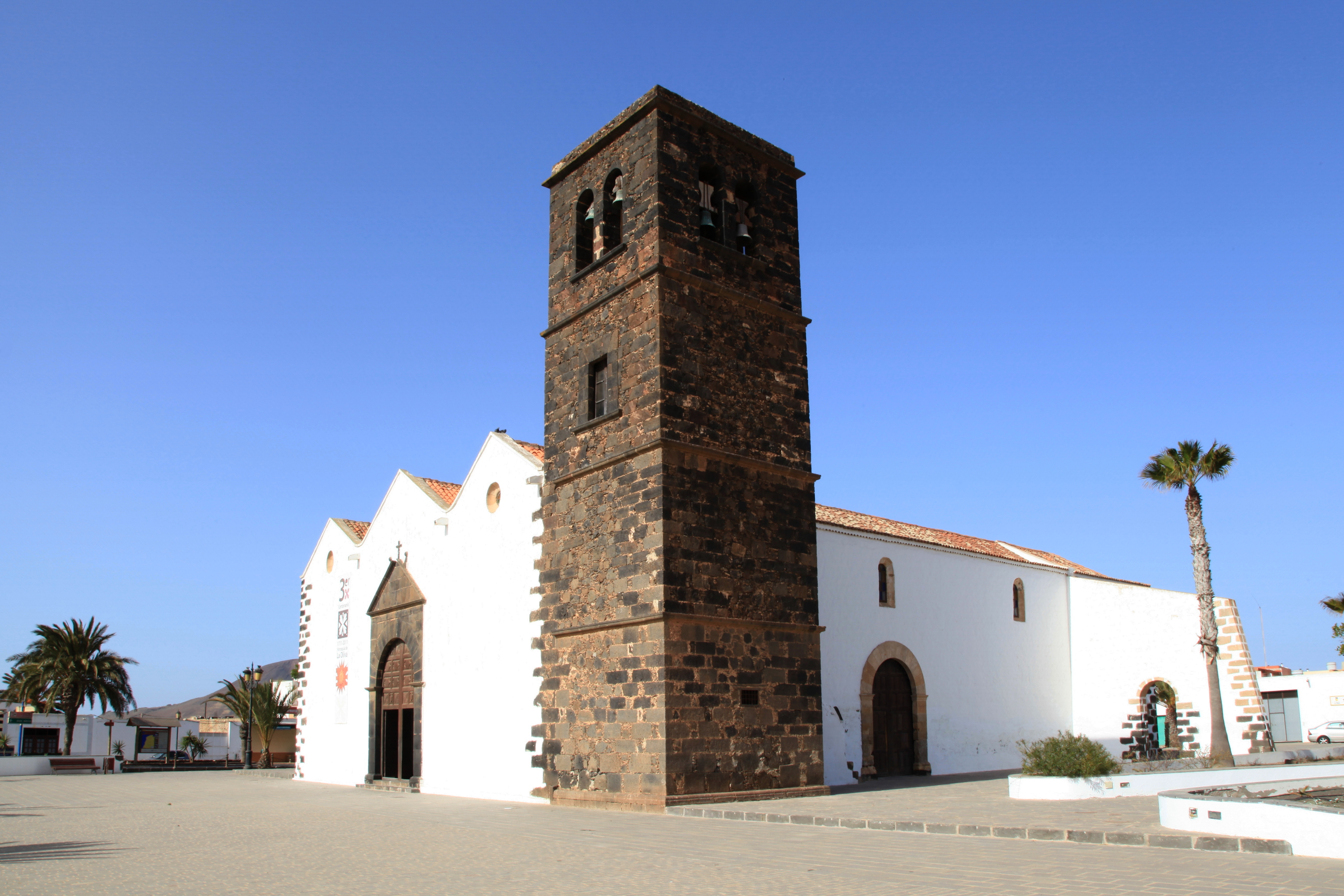
教堂
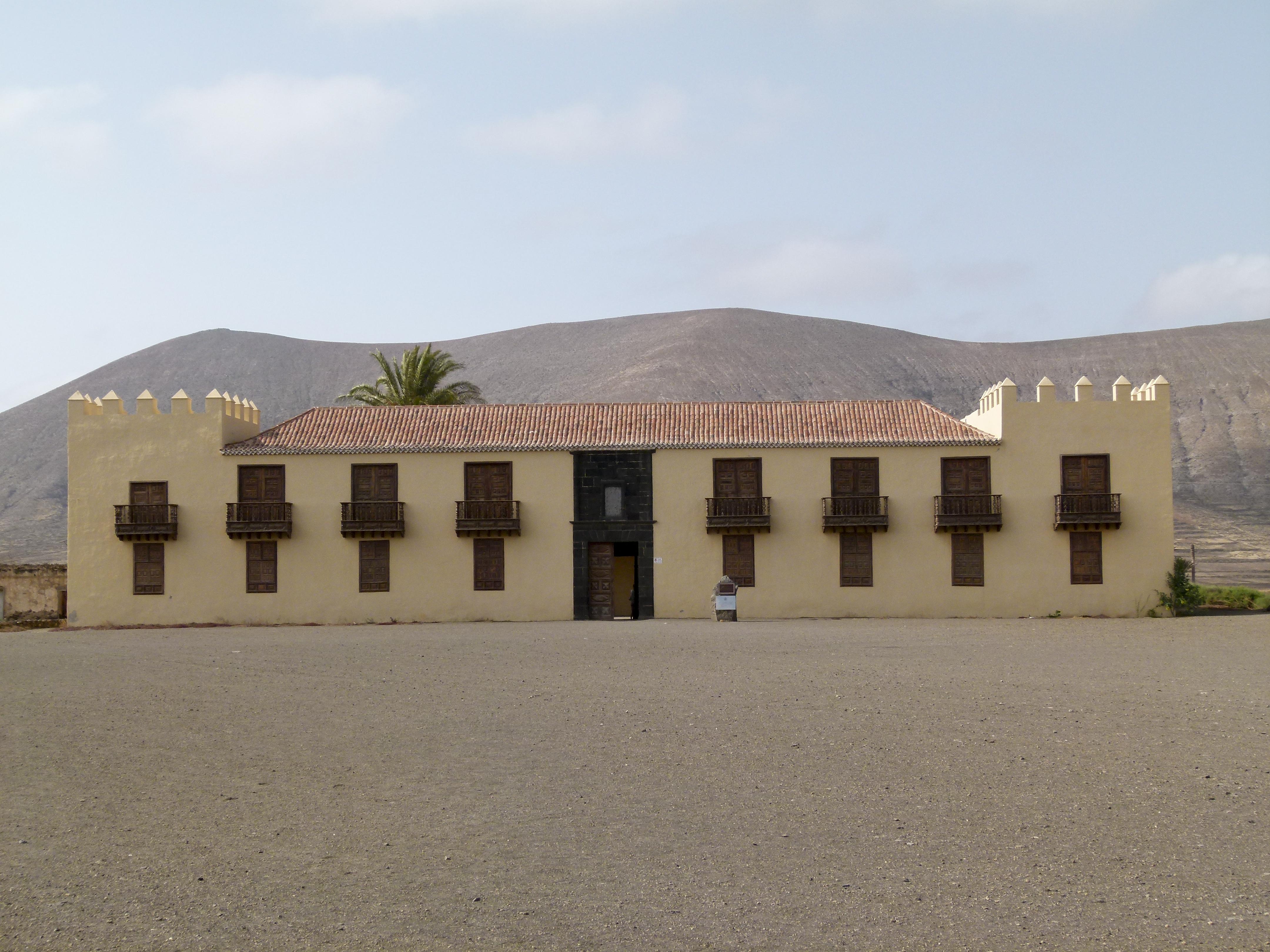
上校之家（Casa de los Coroneles）
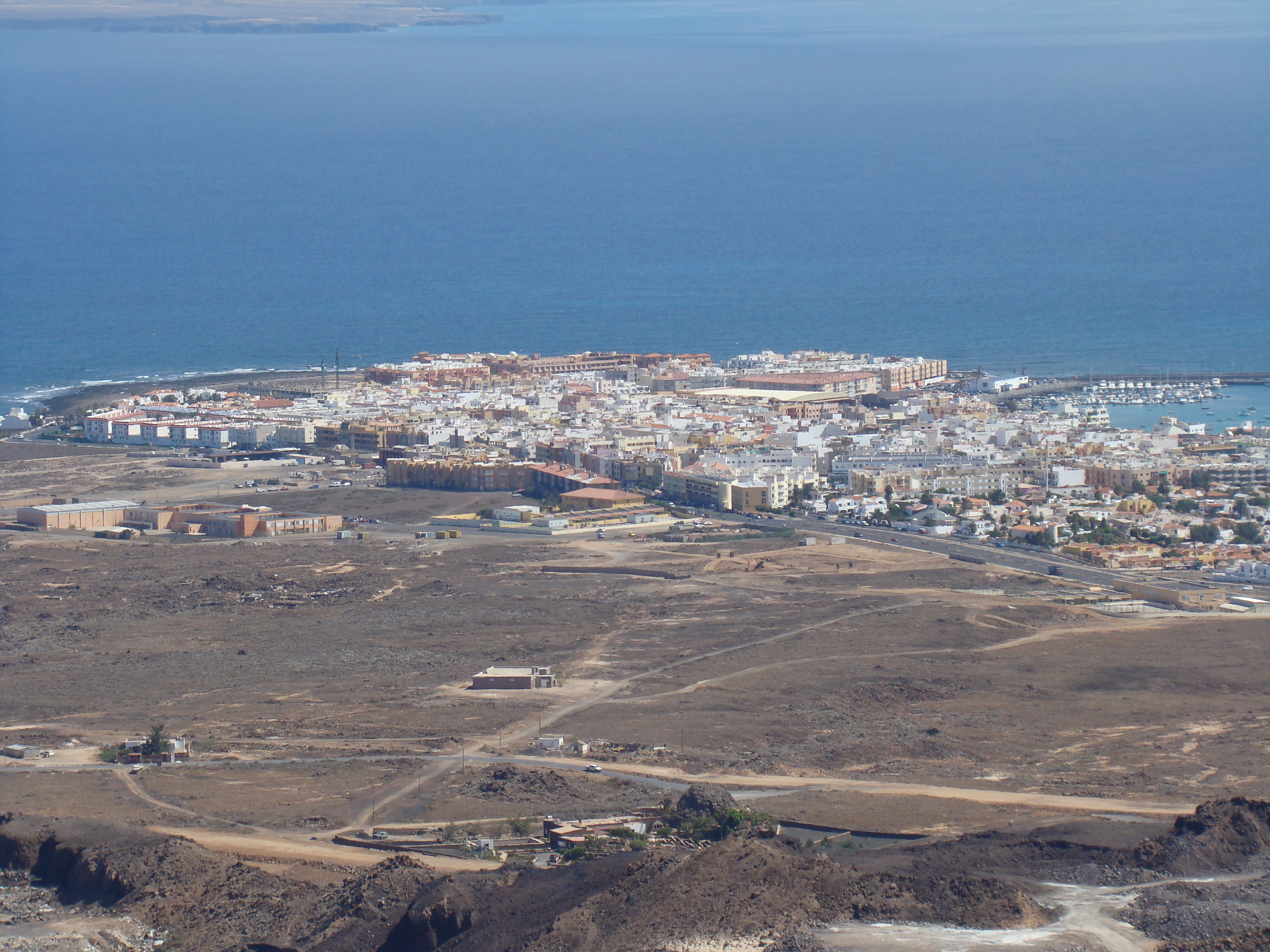
科拉莱霍（Corralejo）
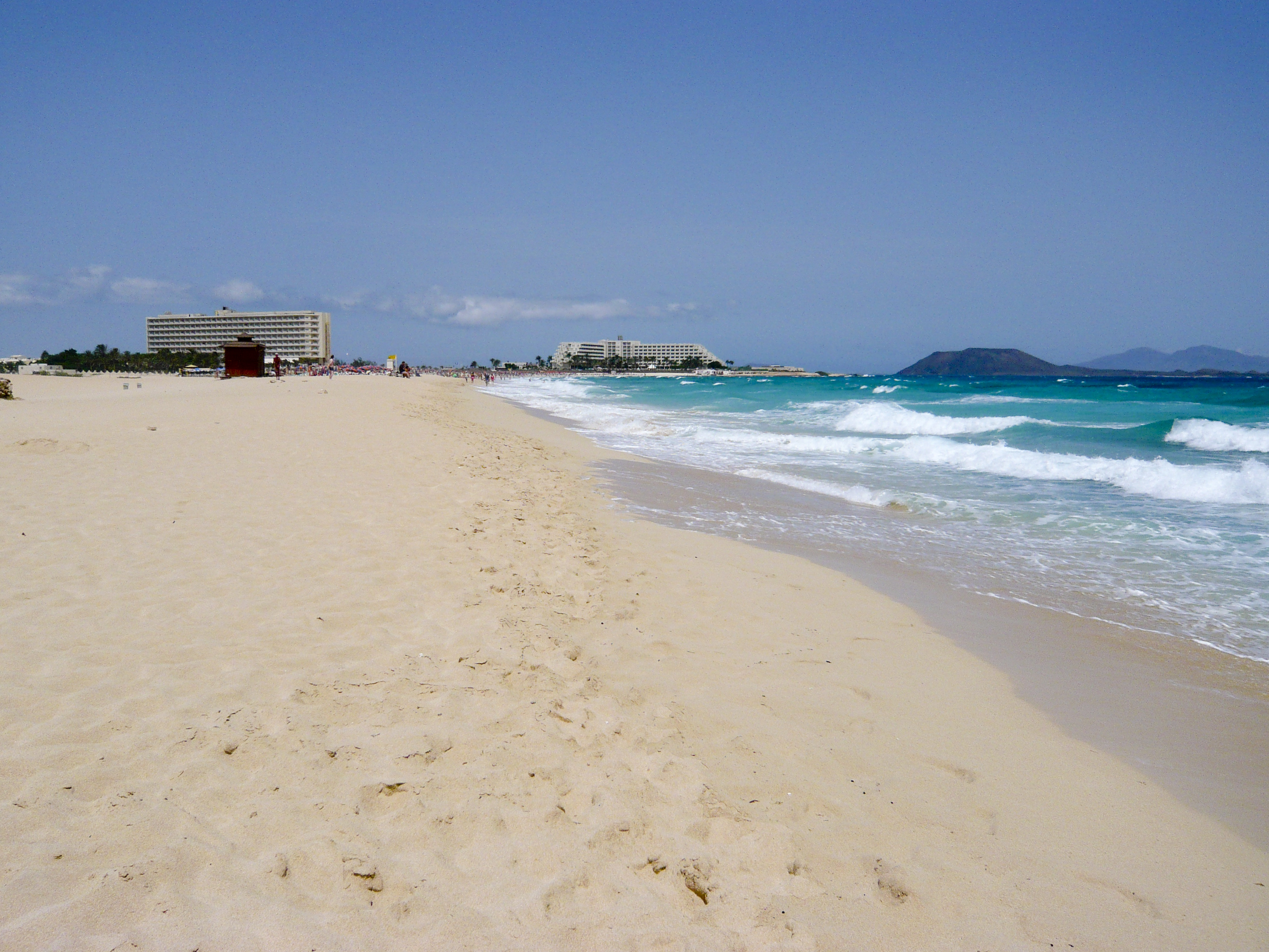
科拉莱霍的沙滩及对岸的洛沃斯岛
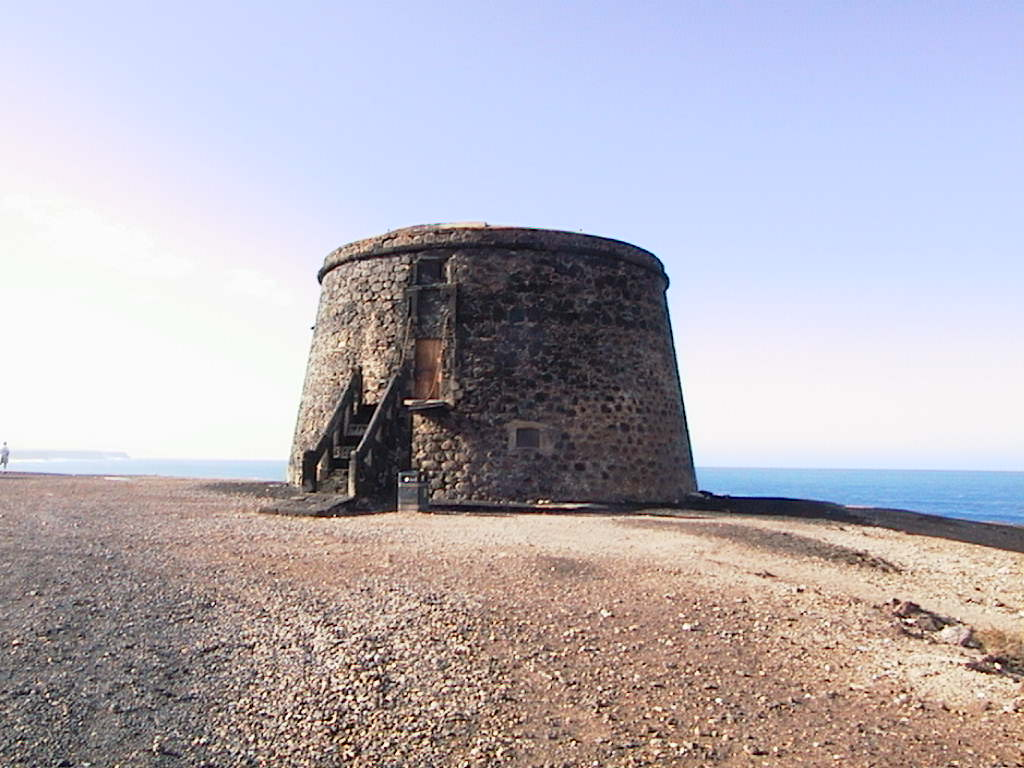
埃尔托斯通城堡
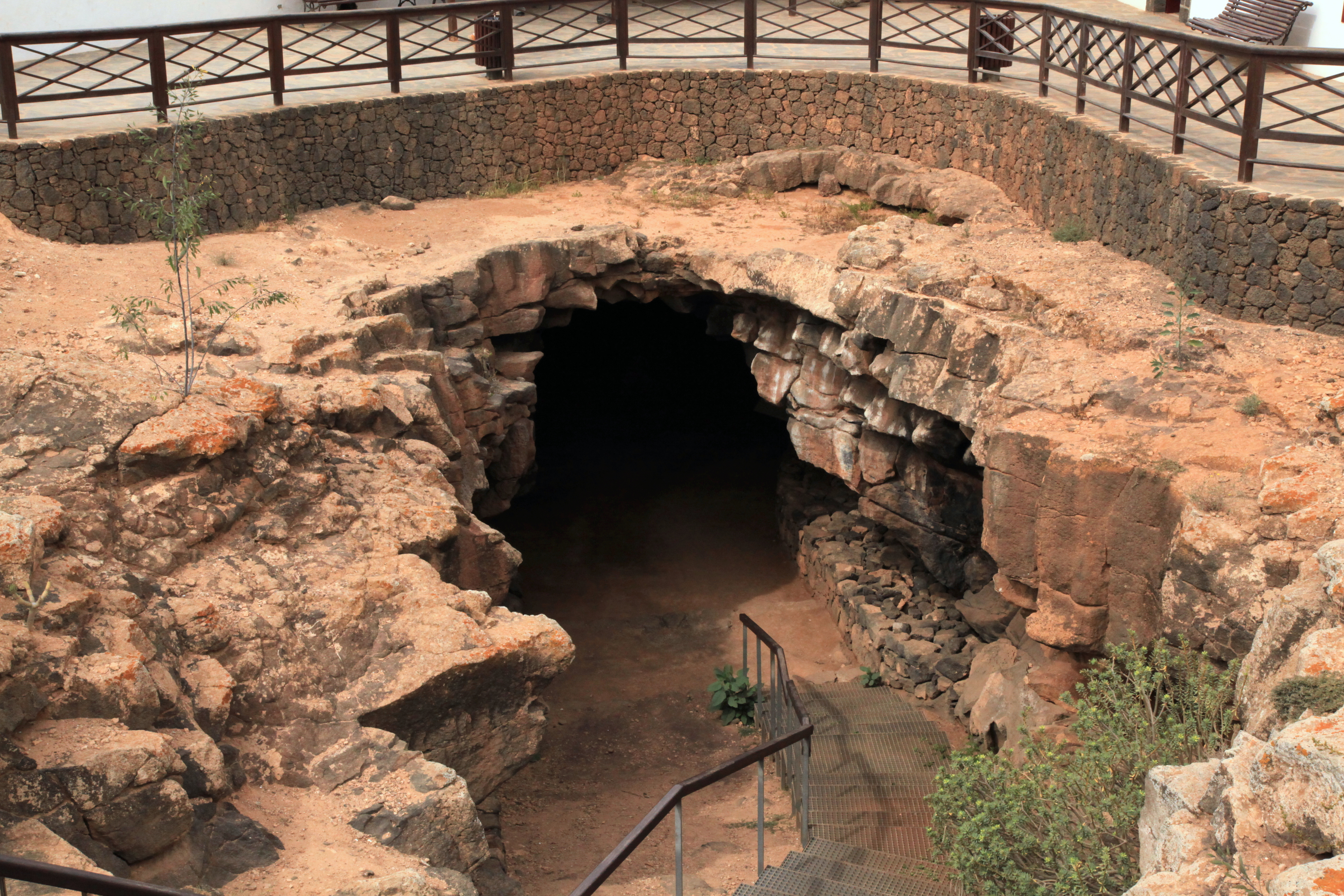
岩洞（Cueva del Llano）
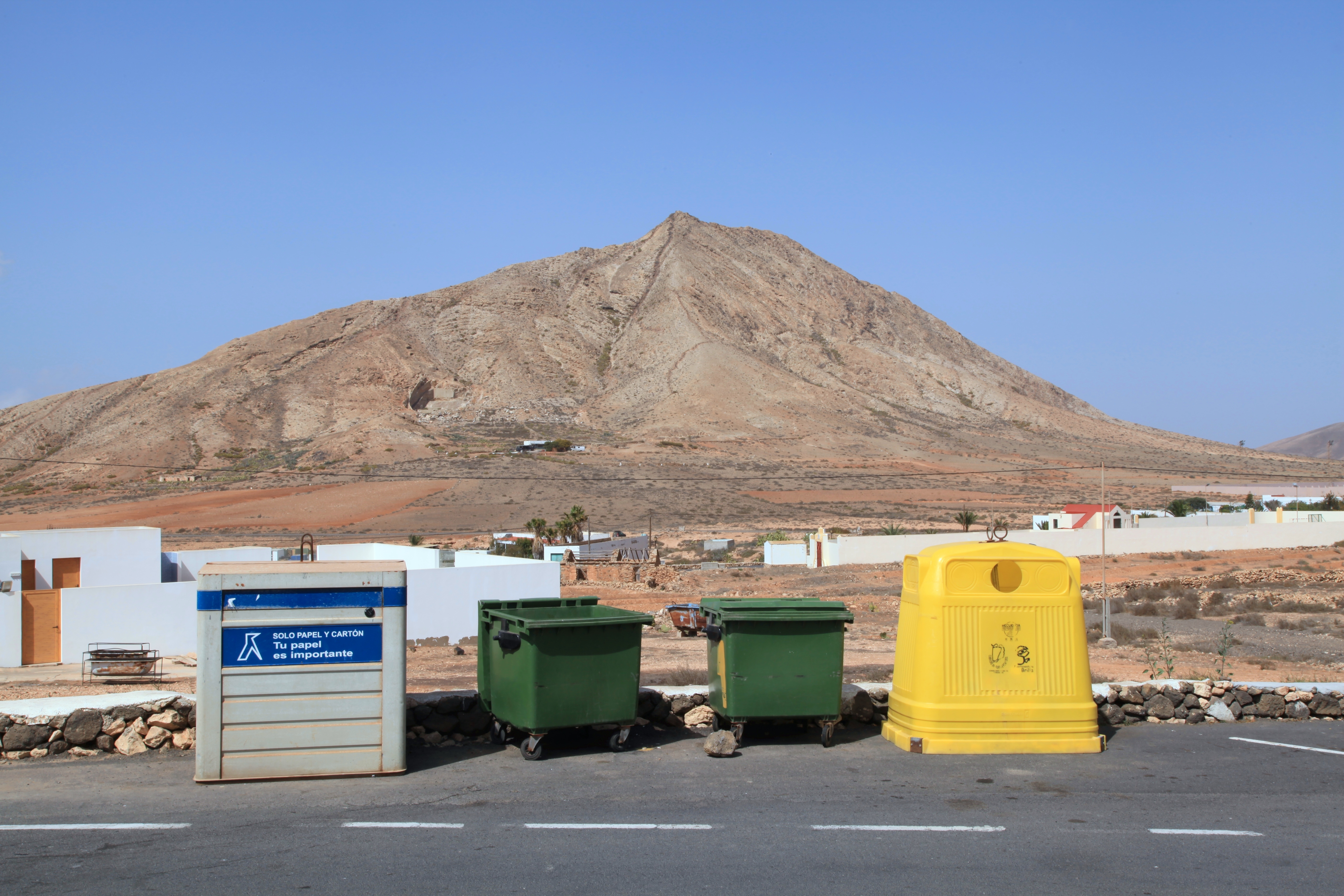
亭达雅山